# Maria de Lourdes Pintasilgo
Maria de Lourdes Pintasilgo, née le 18 janvier 1930 à Abrantes et morte le 10 juillet 2004 à Lisbonne, est une femme politique portugaise.
Premier ministre du Ve gouvernement constitutionnel après l'approbation de la Constitution, elle reste à ce jour la seule femme à avoir exercé cette fonction au Portugal.

## Jeunesse
Née en 1930 à Abrantes,, ingénieure en chimie industrielle, diplômée de l'Instituto Superior Técnico en 1953, elle devient présidente de la jeunesse universitaire catholique féminine de 1952 à 1956. À partir de cette date, elle dirige aussi Pax Romana (Movimento Internacional dos Estudantes Católicos), jusqu'en 1958.
Maria de Lourdes Pintasilgo fait partie d'une petite minorité catholique qui, durant les années de dictature, milite pour la démocratie alors que la hiérarchie dé l'église est largement compromise avec les gouvernants de l'Estado Novo.
En 1974, elle  participe activement à la révolution des Œillets puis elle est nommée secrétaire d'État puis ministre des Affaires sociales dans les trois premiers gouvernements qui se succèdent. Proche des socialistes, elle est, d'août 1979 à janvier 1980, Premier ministre, un rôle de transition pour préparer des élections législatives dans le pays. Ces élections législatives sont remportées par la coalition de droite dirigée par Francisco Sá Carneiro. Elle démissionne alors pour permettre la formation d'un nouveau gouvernement.
Elle est l'auteur de plusieurs articles et ouvrages sur l'Église catholique, la démocratie et le droit des femmes.
Elle succombe à un malaise cardiaque en 2004.

## Distinctions
- Grand-croix de l'ordre de l'Infant Dom Henri

## Ouvrages
- Sulcos do nosso querer comum (1980)
- Les nouveaux féminismes, Edition du Cerf (1980)
- Os Novos Feminismos: Interrogação para os Cristãos (1981)